# Gerard Christopher
Gerard Christopher (Nova Iorque, 11 de maio de 1959) é um ator americano. Ele foi o segundo ator a interpretar Clark Kent/Superboy na série de Superboy (interpretando de 1989-1992), substituindo John Haymes Newton , que interpretou o personagem durante uma temporada (1988-1989). Durante o período em que esteve trabalhando na série, ele não apenas trabalhou como ator, mas também como produtor e roteirista. Após a série ele participou em vários telefilmes e foi um ator convidado convidado nas série Dias de Nossas Vidas, Da Praia do Sol e Melrose Place. Ele também estrelou o filme de comédia "Tomboy" (1985).

## Biografia

### Passado
Gerard sempre foi um fã do Superman, com o seu amor pelo personagem começando pela série As Aventuras do Super-Homem estrelada por George Reeves. Quando criança, ele brincava na garagem usando uma toalha para fazer de conta que era a capa do Superman. Durante uma entrevista ele disse que o que o atraía no personagem era a complexidade que o personagam trazia.
Quando atingiu a idada adulta, Gerard se tornou modelo, tendo participado de desfiles em Nova York, Tokyo e MIlão, além de ter posado também para capas de romances e revistas de musculação. O trabalho como modelo conseguiu fazer com que ele conseguisse se tornar ator aparecendo inicialmente em apenas comerciais de televisão. Com o dinheiro dos comerciais, Gerard pagou sua faculdade, obtendo o diploma de Administração de Empresas, além de ter estudo direção, roteiro e cinematografia durante sua estadia como universitáio na Universidade da Califórina. Após a faculdade ele frequentou vários cursos de atuação.
Durante esse período, quando estava em Nova York, Gerard presenciou um assalto, vendo um homem roubar o colar de uma mulher. Ele perseguiu o homem e conseguiu recuperar o colar, devolvendo-o para a dona. Ao comentar sobre o ocorrido Gerard disse que "foi um resposta automática" e que "espera que alguém faria o mesmo por ele".

### Superboy
Quando Superboy estava iniciando a produção da 2ª temporada, a série estava passando por mudanças, entre elas a do próprio personagem. John Haymes Newton que interpretou o personagem na 1ª temporada havia sido demitido, tendo assim se iniciado a procura por um novo ator. Apesar de ter 29 anos na época, Gerard foi escalado para substituir Newton, entretanto a série não estava em seu melhor momento, com a audiência da 1ª temporada tendo sido baixíssima e sob risco de cancelamento. Nos primeiros dias de gravação, Ilya Salkind comentou com Gerard que se a audiência não subisse a série seria cancelada e que "se parece que estou pressionando você, é porque eu realmente estou".
Algumas semanas após a estreia da 2ª temporada, os índices de audiência subiram fazendo com que a série se tornasse bem popular. Devido ao seu diploma e pelo talento como escritor, Gerard acabou sendo promovido a produtor na 3ª temporada da série e roteirizou um dos episódios. Sua influência como produtor foi a mudança de tom, que trouxe histórias mais maduras para a série. O episódio que ele havia roteirizado, "Wish for Armageddon", no qual um homem imortal tenta começar a 3ª guerra mundial para tentar finalmente morrer, foi tão elogiado que foi indicado para os Prêmios Emmy.

### Após Superboy e atualmente
Christopher fez o teste para o papel de Superman / Clark Kent para Lois & Clark: As Novas Aventuras do Superman e acabou sendo escolhido pelo diretor de elenco. No entanto, quando os produtores souberam que ele já tinha interpretado o papel, ele foi dispensado e em seu lugar foi contratado Dean Cain. Seu último filme foi interpretando "Zack" em , O Primeiro de Maio (1999). Ele também apareceu como ele mesmo no documentário Look, Up in the Sky: The Amazing Story of Superman falando sobre seu tempo na série Superboy. Atualmente, Gerard se dedica mais como empresário, tendo praticamente abandonado a profissão de ator.